# Дмитро Цибрівський
Дмитро Цибрівський (нар. 1 листопада 1889, Підсоснів, Львівський округ, Королівство Галичини та Володимирії, Австро-Угорщина — пом. 11 листопада 1943, Станіславів,Дистрикт Галичина, Третій Рейх) — український громадсько-культурний діяч, фундатор читальні, футбольного клубу «Бескид», хору та Пласту у м. Надвірній.

## Біографія
Народився 1 листопада 1889 року в с. Підсоснів на Львівщині. Закінчив Львівську гімназію та політехнічні студії Віденського університету у 1921 році. Після завершення навчання переїхав до Надвірної, де почав працювати в польській державній установі, що займалась відбудовою міста, зруйнованого в роки Першої світової війни. За те, що розмовляв виключно українською мовою у 1922 році звільнений з роботи. У 1932–1936 роках був війтом Пньова, Пасічної, Стримби та Лоєви. Брав участь у проєктуванні й реконструкції будинку надвірнянської «Просвіти», розробив проєкт приміщення пнівської школи. У грудні 1932 у Надвірній створили місцевий комітет Українського національно-демократичного об'єднання на чолі із Валер'яном Банахом, то його заступником став саме Дмитро Цибрівський.
11 листопада 1943 року заарештований гестапо. Після жорстоких катувань помер.

## Суспільно-політична діяльність

### Школа уПньові
Саме за ініціативи Цибрівського Рада старійшин села продала частину пнівських земель під цегельню і з цього будівельного матеріалу побудували двоповерхове шкільне приміщення, в якому учні й навчаються дотепер. Саме він розробив проєкт, а керівником будівництва виступив Іван Гречківський.

### Бескид
Команда існувала з 1927 року, більшість його учасників жила у передмісті Млини (між Надвірною і селом Пньовом). Заходами Михайла Волинського й Д. Цибрівського громадська рада Пньова подарувала «Бескиду» спортову площу, яка стала базою тренувань для команди. Михайло Дем'янчук зазначає, що меценатами клубу були лікар д-р Дутковський, Василь Кочержук, Іван Луців, Мішкевич, адв. д-р Микола Николайчук, Микола Полатайко, інж. Дмитро Цибрівський, о. Дмитро Шевчук та Емілія Кузнярська. 

### Хор
Хор був у місті. Ним керували свого часу д-р М. Николайчук, інж. Д. Цибрівський і парох о. І. Луцик. Усі ті хори існували при читальнях «Просвіта». В Надвірній існувала школа, де навчали гри на фортепіано, викладала у ній дружина Цибрівського — Наталка, випускниця віденської консерваторії. 

## Особисте життя
Проживав у Надвірній на вулиці Володимира Великого. Був одружений з Наталією Кміцикевич-Цибрівською (померла 7 березня 1986 р.). Після закінчення війни працювала в музичній школі та училищі у м. Станіславі У шлюбі народилося двоє дітей: син Юрій — після навчання у Станіславі, Львові та Відні, переїхав до США, де викладав в українській музичній школі, та дочка Тетяна.